# CentOS
CentOS je prosto dostopna distribucija Linuxa, ki je osnovana na Red Hat Enterprise Linux (RHEL), katera je osnovana na Fedora Linux. Projekt strmi k temu, da so izgradnje 100% binarno kompatibilne z izvornim produktom in s posodobitvami skuša slediti tem ciljem. Dodatni arhivi programske opreme vsebujejo novejše različice paketov skupaj z drugim prostim in odprtokodnim programjem v obliki RPM-paketov. CentOS je kratica za Community ENTerprise Operating System.

## Zgradba
RHEL je v večji meri sestavljen iz proste in odprtokodne programske opreme, ki je na voljo v uporabni, binarni obliki (kot je CD-ROM ali DVD-ROM) samo za naročnike proti plačilu. Kot je zahtevano, Red Hat izda vso izvorno kodo za svoje produkte javno pod pogoji GNU General Public License in drugimi licencami. CentOS razvijalci uporabijo to izvorno kodo, da ustvarijo končni produkt, ki je zelo podoben RHEL - spremenjeni morajo biti logotipi, ker Red Hat ne dovoli, da se jih uporablja za ponovno razširjanje. CentOS je prost na voljo za prenos in javno uporabo, vendar ni vzdrževan ali podprt s strani Red Hata. Na voljo obstaja tudi več drugih distribucij, izpeljanih iz izvorne kode RHEL, vendar niso pridobile takšne skupnosti, kot jo je ustvaril CentOS. CentOS je v splošnem najbolj v koraku s spremembami, ki jih naredijo pri Red Hatu.
Privzeto orodje za posodabljanje CentOS sistema je osnovano na sistemu yum, čeprav obstaja možnost uporabe orodja up2date. Obe orodji se lahko uporabita za prenos in namestitev dodatnih paketov in njihovih odvisnosti, kot tudi za pridobitev in uveljavitev periodične in posebne (varnostne) posodobitve iz skladišč CentOS Mirror Network.
CentOS se lahko uporablja kot X Window System-osnovano namizje, ali pa kot bolj tradicionalna strežniška namestitev. Nekatera podjetja za gostovanje se zanesejo na CentOS  v kombinaciji z nadzornimi pulti, kot je denimo cPanel.
CentOS se na izvor sklicuje z izrazom "PNAELV" (Prominent North American Enterprise Linux Vendor), kar pomeni Red Hat. Izraz je bil skovan v odgovor na vprašanja, ki so jih postavili Red Hatovi pravni strokovnjaki v pismu namenjenemu članom projekta zaradi morebitnih pravnih kršitev glede blagovne znamke.

## Shema določanja različic
- CentOS številka različice ima dva dela, glavno različico in manjšo različico. Glavna različica ustreza različici Red Hat Enterprise Linux iz katere so bili uporabljeni izvorni paketi za izgradnjo CentOS. Manjša različica pa ustreza posodobitvenemu setu tiste Red Hat Enterprise Linux različice iz katere so bili vzeti izvorni paketi za izgradnjo CentOS. Na primer, CentOS 4.4 je zgrajen iz izvornih paketov iz Red Hat Enterprise Linux 4 posodobitev 4.
- Od sredine leta 2006, začenši z RHEL 4.4 (nekoč znan kot RHEL 4.0 posodobitev 4), je Red Hat prilagodil dogovor za označevanje različic, ki je enak temu iz CentOS, npr. RHEL 4.5 ali RHEL 3.9. Glejte Red Hat Knowledge Base article[3] za več informacij.

## Zgodovina izdaj
Informacije o arhitekturah so pridobljene s strani CentOS Overview.
| glavna izdaja | datum glavne izdaje | zadnja različica | datum zadnje različice | arhitekture                                                      | popolna podpora  | vzdrževalna podpora |
| ------------- | ------------------- | ---------------- | ---------------------- | ---------------------------------------------------------------- | ---------------- | ------------------- |
| 2             | 14. maj 2004        | 2.1              | 14. maj 2004           | i386                                                             | 31. maj 2005     | 31. maj 2009        |
| 3             | 19. marec 2004      | 3.9              | 26. julij 2007         | i386, x86_64, ia64, s390, s390x                                  | 31. oktober 2006 | 30. oktober 2010    |
| 4             | 1. marec 2005       | 4.9              | 2. marec 2011          | i386, x86_64, ia64, alpha, s390, s390x, ppc (beta), sparc (beta) | 29. februar 2008 | 29. februar 2012    |
| 5             | 12. april 2007      | 5.11             | 30. september 2014     | i386, x86_64                                                     | 8. januar 2013   | 31. marec 2017      |
| 6             | 10. julij 2011      | 6.6              | 28. oktober 2014       | i386, x86_64                                                     | Q2 2016          | 30. november 2020   |
| 7             | 7. julij 2014       | 7.0-1406         | 7. julij 2014          | x86_64                                                           | Q4 2019          | 30. junij 2024      |

- Popolna podpora: Med to fazo podpore je s strani CentOS preudarno dobavljiva podpora za novo strojno opremo preko posodobitvenih setov. Poleg tega so vsi varnostni popravki, ki so na voljo, dobavljivi preko posodobitvenih setov. Posodobitveni seti so običajno izdani 2 do 4-krat letno. Z vsakim novim setom, so izdane tudi nove slike ISO.
- Vzdrževalna podpora: Med to fazo podpore so izdani samo varnostni popravki in izbrani kritični popravki hroščev. Med to fazo je izdanih malo (če sploh je kakšen izdan) posodobitvenih setov.

## Arhitekture
CentOS podpira iste arhitekture kot Red Hat Enterprise Linux:
- i386 (Intel x86 arhitektura, 32-bitna)
- x86-64 (AMDjeva AMD64 in Intelova EM64T, 64-bitna)
- IA-64 (Intel Itanium arhitekture, 64-bitna)
- PowerPC/32 (Apple Macintosh in PowerMac , ki tečejo na G3 ali G4 PowerPC procesorju) ("beta" podpora)
- IBM Mainframe (eServer zSeries in S/390) (ni podpore v CentOS 5)

Dodatno CentOS podpira dve arhitekturi, ki nista podprti s strani izvornega ponudnika:
- Alpha (samo CentOS 4)
- SPARC (beta podpora od CentOS 3 dalje)